# Basílica menor San Luis Gonzaga
La Basílica menor San Luis Gonzaga es un templo religioso dedicado al culto del Catolicismo, ubicado en la ciudad de Cúcuta, Colombia. Es una de las primeras iglesias alzadas en la ciudad después del terremoto de 1875. Fue fundada por el párroco Demetrio Mendoza en 1897.
Hace parte de la parroquia de San Luis, la más antigua del municipio, y que inicialmente estaba dedicada a la evangelización de los indios del valle de Cúcuta. Dentro de su claustro está hospedado un cuadro de la Virgen de Chiquinquirá que data del año 1587. La imagen fue donada por el conquistador Rodrigo de la Parada para afianzar la amistad con el pueblo de indios. El cuadro de la virgen sobrevivió una violenta inundación y la destrucción del antiguo templo en 1875. Por estos motivos, la iglesia cultiva una ferviente devoción a la Virgen de Chiquinquirá, designada como patrona en el año de la reconstrucción del templo en 1897.